# Pierścienie Jowisza

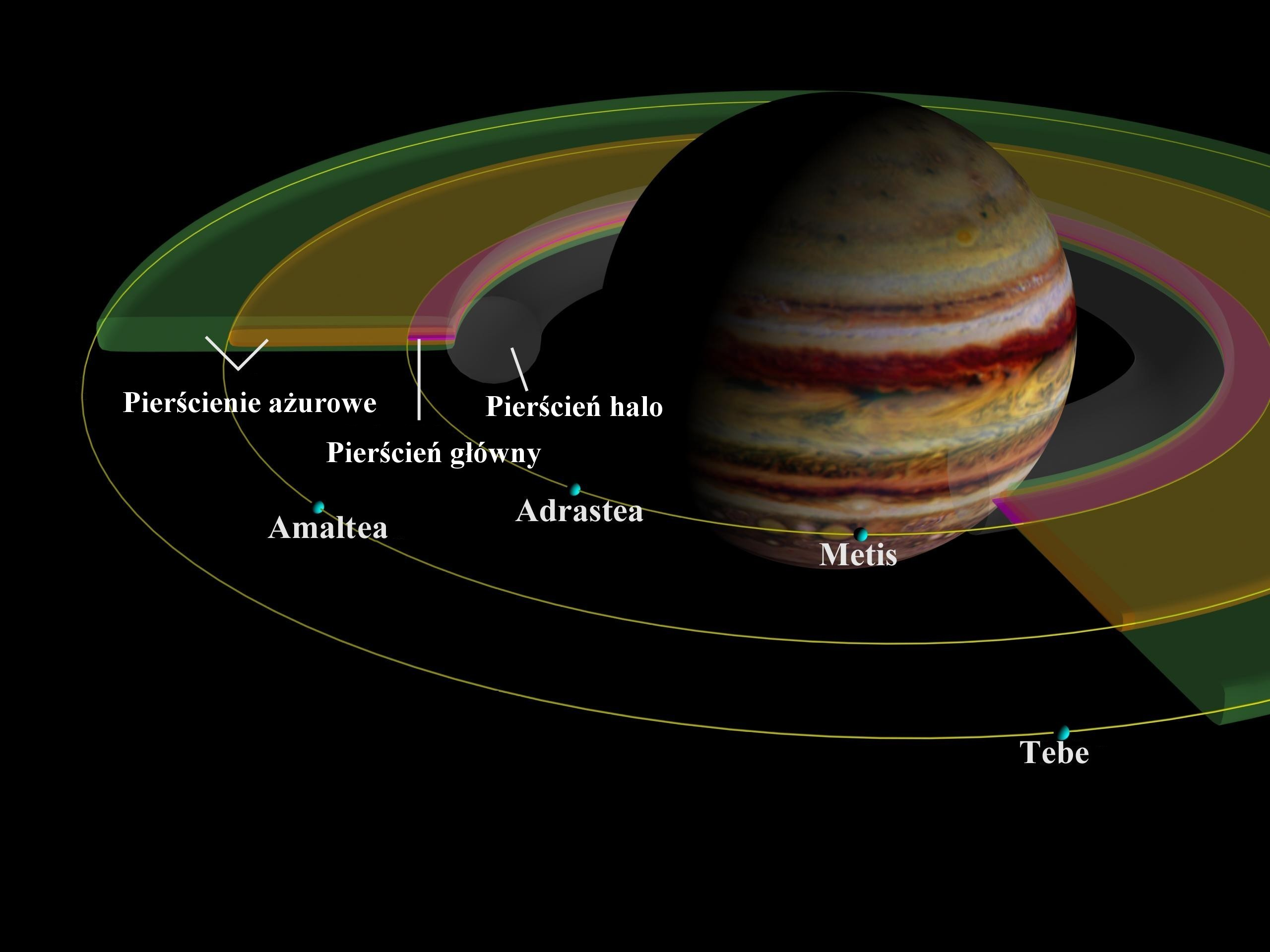
Schemat systemu pierścieni Jowisza ilustrujący jego cztery główne składniki

Pierścienie Jowisza – układ pierścieni planetarnych wokół największej planety Układu Słonecznego – Jowisza. Pierścienie te po raz pierwszy zostały zaobserwowane w 1979 roku przez sondę kosmiczną Voyager 1; jako trzeci system pierścieni planetarnych w Układzie Słonecznym, po pierścieniach Saturna i Urana. W latach 90. zostały zbadane w czasie misji sondy Galileo, a od lat 80. są obserwowane przez teleskopy naziemne i przy użyciu Kosmicznego Teleskopu Hubble’a. Naziemne obserwacje pierścieni Jowisza są trudne i wymagają użycia największych istniejących teleskopów.
Pierścienie Jowisza są niewyraźne i zbudowane głównie z drobnego pyłu. System pierścieni składa się z czterech głównych elementów: grubego, wewnętrznego „pierścienia halo” w kształcie torusa, stosunkowo jasnego, cienkiego „pierścienia głównego”, oraz dwóch grubych, niewyraźnych i szerokich zewnętrznych „pierścieni ażurowych” nazywanych pierścieniami Amaltei i Tebe od księżyców, z których materii są zbudowane.
Pierścień halo i pierścień główny zbudowane są z pyłu wyrzuconego podczas wysokoenergetycznych uderzeń w księżyce Metis i Adrasteę, oraz inne nieobserwowane dotąd obiekty. Zdjęcia o wysokiej rozdzielczości wykonane w lutym i marcu 2007 przez sondę kosmiczną New Horizons ujawniły delikatną i bogatą strukturę pierścienia głównego.
Kolor pierścieni wynika głównie z wielkości cząsteczek pyłu. W świetle widzialnym oraz bliskiej podczerwieni pierścienie Jowisza mają kolor czerwonawy, poza pierścieniem halo, który ma kolor niebieski lub neutralny. Wielkości cząsteczek pyłu w pierścieniach są różne, ale właściwości optyczne pierścieni są wyznaczone przez cząsteczki o średnicy 15,0 ± 0,3 μm we wszystkich pierścieniach poza halo. Pierścień halo jest prawdopodobnie zdominowany przez cząsteczki o rozmiarach poniżej jednego mikrometra. Całkowitą masę systemu pierścieni Jowisza (włącznie z niezaobserwowanymi do tej pory ciałami) szacuje się na 1016 kg, co jest porównywalne z masą Adrastei. Wiek systemu pierścieni Jowisza nie jest znany, ale mogą one istnieć od czasu powstania planety.

## Struktura
Główne właściwości czterech znanych pierścieni Jowisza przedstawione są w tabeli poniżej.
| Nazwa                     | Promień (km)      | Szerokość (km) | Grubość (km) | Głębokość optyczna | Zawartość pyłu | Uwagi                                            |
| ------------------------- | ----------------- | -------------- | ------------ | ------------------ | -------------- | ------------------------------------------------ |
| Pierścień halo            | 92 000 – 122 500  | 30 500         | 12 500       | ~1×10−6            | 100%           |                                                  |
| Pierścień główny          | 122 500 – 129 000 | 6500           | 30 – 300     | 5,9×10−6           | ~25%           | Ograniczony przez Adrasteę.                      |
| Pierścień ażurowy Amaltei | 129 000 – 182 000 | 53 000         | 2000         | ~1×10−7            | 100%           | Połączony z Amalteą.                             |
| Pierścień ażurowy Tebe    | 129 000 – 226 000 | 97 000         | 8400         | ~3×10−8            | 100%           | Połączony z Tebe. Rozciąga się poza orbitę Tebe. |

## Pierścień główny

### Wygląd i struktura

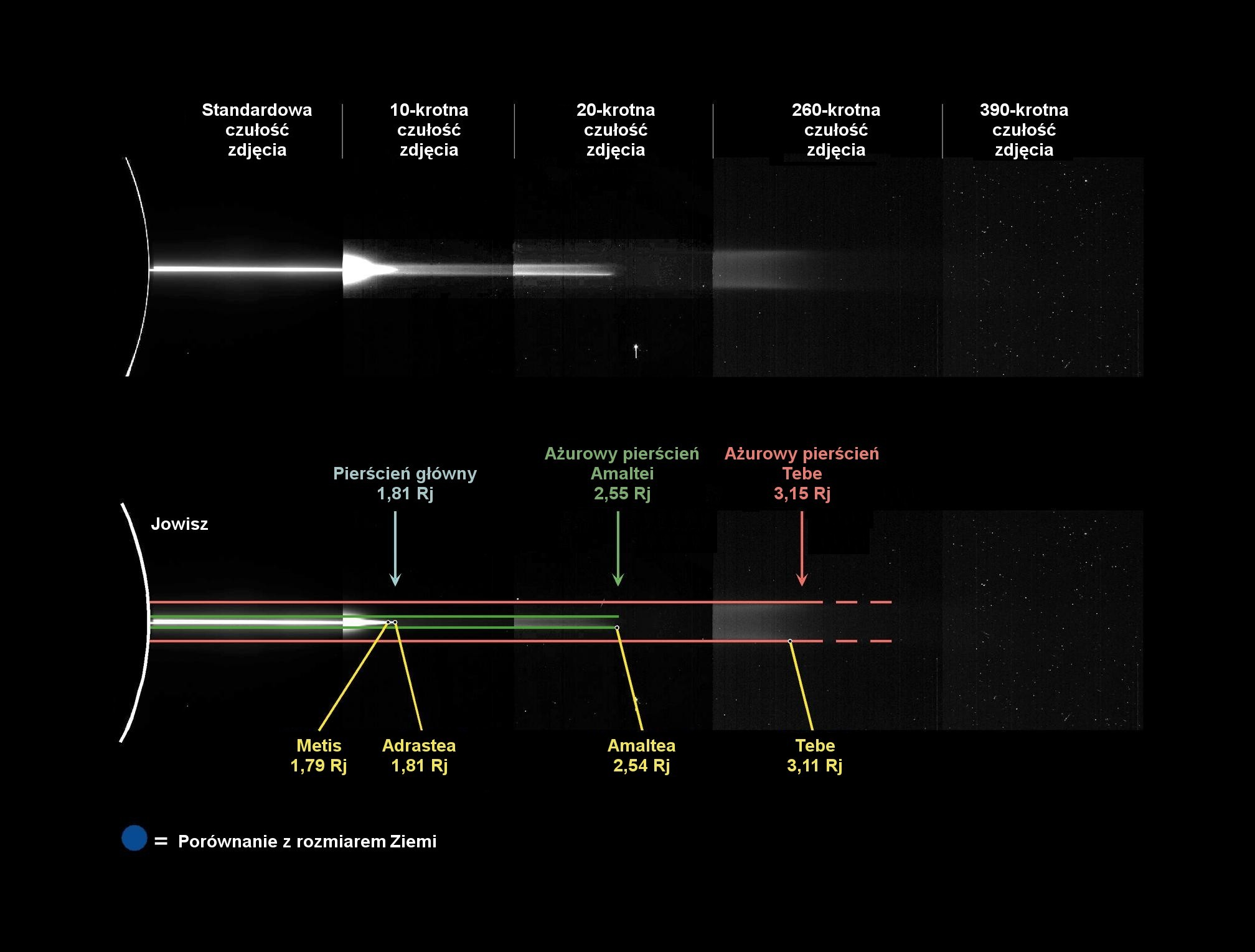
Mozaika zdjęć pierścieni Jowisza pokazująca ich położenie (Źródło: NASA/JPL-Caltech)

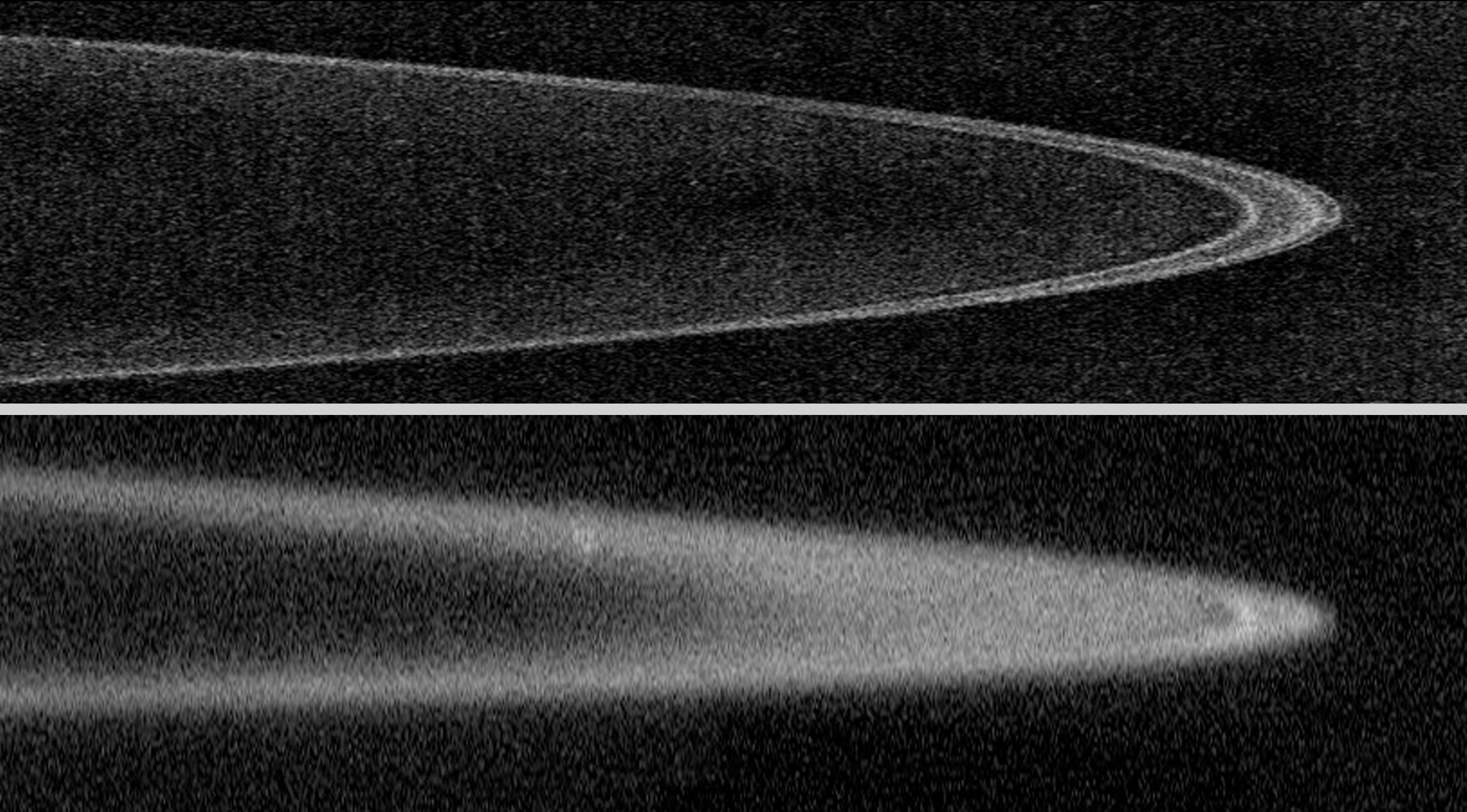
Zdjęcie u góry pokazuje główny pierścień Jowisza w świetle rozpraszanym wstecznie zaobserwowany przez sondę kosmiczną New Horizons. Widoczna jest subtelna struktura jego zewnętrznej części. Zdjęcie u dołu pokazuje główny pierścień w świetle rozpraszanym do przodu, demonstrując brak jakiejkolwiek struktury poza przerwą Metis. (Źródła:NASA/Johns Hopkins University Applied Physics Laboratory/Southwest Research Institute)

Wąski i cienki pierścień główny jest najjaśniejszą częścią systemu pierścieni Jowisza. Jego zewnętrzna krawędź ma promień 1,806 RJ, czyli około 129 000 km (RJ oznacza równikowy promień Jowisza, który wynosi 71 398 km) i pokrywa się z orbitą najmniejszego wewnętrznego satelity Jowisza, Adrastei. Jego wewnętrzna krawędź nie jest wyznaczona przez orbitę żadnego satelity i ma promień około 122 500 km (1,72 RJ), a zatem szerokość głównego pierścienia wynosi około 6500 km. Wygląd pierścienia głównego zależy od światła i kąta z jakiego jest oglądany.
W świetle rozpraszanym do przodu (czyli rozpraszanym pod niewielkim kątem do światła padającego) jasność pierścienia głównego zaczyna gwałtownie spadać około 128 600 km (nieco wewnątrz orbity Adrastei) i osiąga poziom tła na 129 300 km (nieco na zewnątrz orbity Adrastei). Wynika z tego, że Adrastea z orbitą o promieniu 129 000 km jest księżycem pasterskim. Jasność pierścienia głównego wzrasta w kierunku Jowisza i osiąga maksimum w pobliżu środka pierścienia na 126 000 km, chociaż istnieje wyraźna przerwa w pobliżu orbity Metis na 128 000 km. W przeciwieństwie do zewnętrznej, wewnętrzna krawędź pierścienia ciemnieje od 124 000 do 120 000 km, stopniowo przechodząc w pierścień halo. W świetle rozpraszanym do przodu wszystkie pierścienie Jowisza są szczególnie jasne.
W świetle rozpraszanym wstecznie (odbijanym) pierścień główny wygląda inaczej. Jego zewnętrzna krawędź położona na 129 100 km, czyli nieco poza orbitą Adrastei jest bardzo wyraźna. Orbita tego księżyca pokrywa się z luką w pierścieniu, tak że poza jego orbitą jest jedynie wąska obrączka. Wewnątrz orbity Adrastei jest druga wąska obrączka, ograniczona luką o nieznanym pochodzeniu szeroką na ~128 500 km. Trzecią obrączkę można znaleźć wewnątrz głównej przerwy, na zewnątrz orbity Metis. Jasność pierścienia gwałtownie spada na zewnątrz orbity Metis tworząc przerwę Metis. Wewnątrz orbity Metis jasność pierścienia rośnie dużo wolniej niż w świetle rozpraszanym do przodu. Zatem w świetle rozpraszanym wstecznie pierścień główny wydaje się mieć dwie różne części oddzielone od siebie przerwą Metis: wąską zewnętrzną część od 128 000 do 129 000 km składającą się z trzech obrączek przedzielonych lukami oraz bledszą wewnętrzną część od 122 500 do 128 000 km, która nie posiada widocznej wewnętrznej struktury, podobnie jak w świetle rozpraszanym do przodu. Subtelna struktura głównego pierścienia została po raz pierwszy odkryta w danych przekazanych przez sondę Galileo i jest wyraźnie widoczna w zdjęciach w świetle rozpraszanym wstecznie wykonanych podczas misji New Horizons w lutym i marcu 2007. Struktura ta nie jest jednak widoczna na zdjęciach wykonanych przez Kosmiczny Teleskop Hubble’a, teleskopy Kecka oraz sondę Cassini, prawdopodobnie z powodu zbyt małej rozdzielczości.
Widziany w świetle rozpraszanym wstecznie pierścień główny wydaje się być bardzo cienki, mając nie więcej niż 30 km grubości. W świetle rozpraszanym na bok, grubość pierścienia ocenia się na 80–160 km i rośnie ona nieco w kierunku Jowisza. W świetle rozpraszanym do przodu pierścień wydaje się być dużo grubszy (około 300 km). Jednym z odkryć sondy Galileo była blada, gruba na około 600 km chmura materiału otaczająca wewnętrzną część pierścienia głównego. Jej grubość rośnie w kierunku wewnętrznej krawędzi pierścienia, gdzie przechodzi w halo.
Szczegółowa analiza zdjęć wykonanych przez sondę Galileo ujawniła niezależną od kąta padania światła zmienność jasności pierścienia głównego wzdłuż jego osi głównej w postaci nierównomiernych obszarów o wielkości około 500–1000 km.

### Widma i rozkład rozmiarów cząsteczek

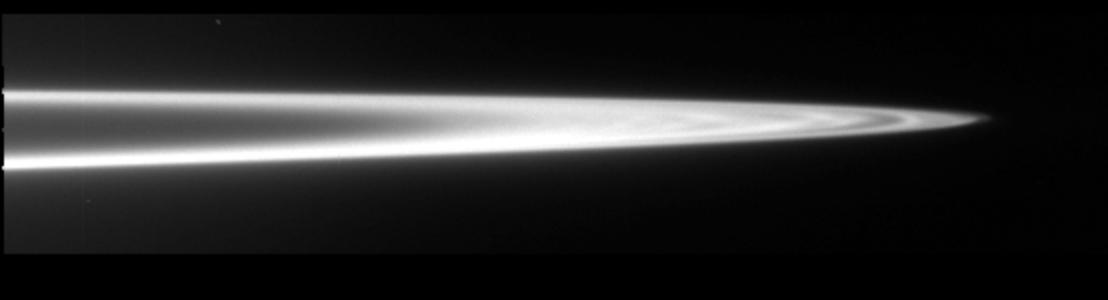
Zdjęcie pierścienia głównego w świetle rozpraszanym do przodu wykonane przez sondę Galileo. Wyraźnie widoczna jest przerwa Metis. (Źródło: NASA/JPL-Caltech)

Widma pierścienia głównego uzyskane za pomocą Kosmicznego Teleskopu Hubble’a, teleskopów Kecka, sondy Galileo i sondy Cassini dowodzą, że cząsteczki tworzące pierścień mają barwę czerwoną, tzn. ich albedo jest wyższe dla fal o większych długościach. Obserwowane widma pierścienia leżą w przedziale 0,5–2,5 μm. Do tej pory nie odkryto linii widmowych, na podstawie których można by rozpoznać substancje chemiczne. Widma pierścienia głównego są podobne do widm księżyców Adrastea i Amaltea.
Własności pierścienia głównego można wyjaśnić zakładając, że znaczna część pyłu to cząsteczki o rozmiarze 0,1–10 μm. Założenie to wyjaśnia silniejsze rozpraszanie światła do przodu niż do tyłu. Jednak aby wyjaśnić silne wsteczne rozpraszanie (odbijanie) światła i delikatne struktury obserwowane w zewnętrznej części pierścienia głównego konieczne jest istnienie ciał o większych rozmiarach.
Analiza dostępnych danych fazowych i widmowych prowadzi do wniosku, że rozmiar cząstek w pierścieniu głównym ma rozkład Pareto:
{\displaystyle n(r)=A\times r^{-q}}
gdzie n(r)dr oznacza liczbę cząsteczek o rozmiarze między r i r+dr a stała A jest parametrem normalizującym wyznaczonym na podstawie całkowitego strumienia światła z pierścienia. Parametr q ma wartość 2,0 ± 0,2 dla małych cząsteczek pyłu o rozmiarze r < 15 ± 0,3 μm i q = 5 ± 1 dla większych cząsteczek o rozmiarze r > 15 ± 0,3 μm. Rozkład większych ciał o średnicy wielu metrów jest obecnie nieznany. W tym modelu rozpraszanie światła jest zdominowane przez cząsteczki o rozmiarze r około 15 μm.
Taki rozkład wielkości cząsteczek pozwala oszacować głębokość optyczną pierścienia głównego, która wynosi 4,7×10−6 dla większych cząsteczek oraz 1,3×10−6 dla pyłu. Wartości te oznaczają, że całkowita powierzchnia przekroju wszystkich cząsteczek pierścienia wynosi około 5000 km². Dla porównania, całkowita powierzchnia przekroju księżyców Metis i Adrastea wynosi około 1500 km². Kształt cząsteczek pierścienia głównego jest najprawdopodobniej asferyczny. Szacuje się, że całkowita masa pyłu w pierścieniu wynosi 107–109 kg. Masa większych ciał (z wyjątkiem Metis i Adrastei) wynosi około 1011–1016 kg. Dla porównania masa Adrastei wynosi około 2×1015 kg, Amaltei około 2×1018 kg, a Księżyca około 7,4×1022 kg.
Obecność dwóch rodzajów cząsteczek tłumaczy dlaczego wygląd pierścienia głównego zależy od kąta obserwacji. Drobny pył (o rozmiarze porównywalnym z długością fali świetlnej) rozprasza światło głównie do przodu tworząc w świetle przechodzącym szeroki, jednolity pierścień (oprócz przerwy Metis) ograniczony orbitą Adrastei. Z kolei duże cząsteczki, które głównie odbijają światło, występują głównie w regionie pomiędzy orbitami Metis i Adrastei i tworzą kilka obrączek.

### Pochodzenie i wiek

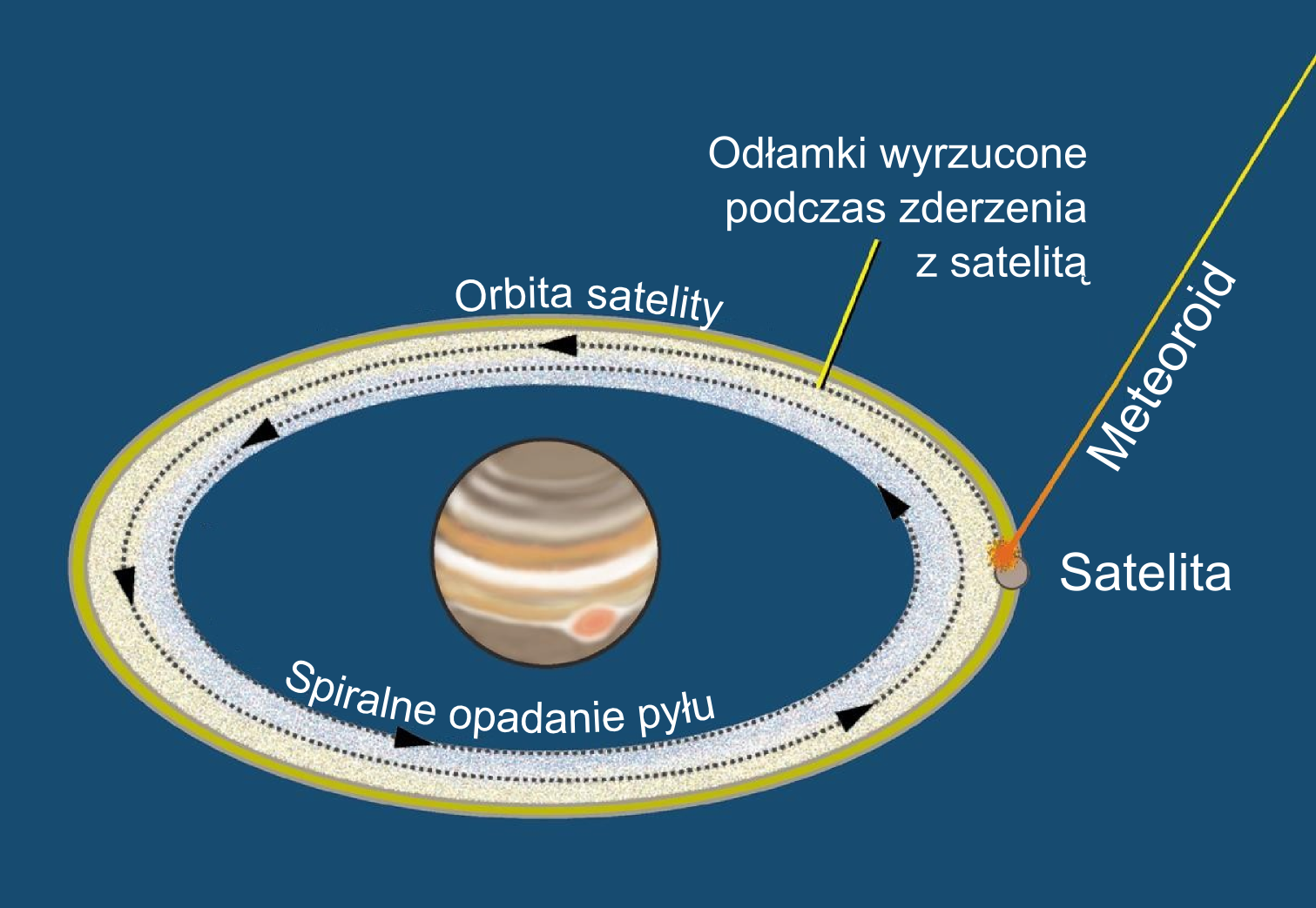
Schemat powstawania pierścieni Jowisza

Efekt Poyntinga-Robertsona oraz siły elektromagnetyczne w magnetosferze Jowisza nieustannie usuwają pył z głównego pierścienia. Cząsteczki zawierające lód tracą masę przez parowanie. Przeciętny czas pozostawania (średni czas życia) cząsteczki w pierścieniu wynosi około 100 lat. Wynika z tego, że pył musi być nieustannie uzupełniany, zachodzi to w wyniku wzajemnych kolizji obiektów pierścienia o rozmiarach od około 1 cm do 10 km, a także uderzeń w nie przez obiekty spoza systemu Jowisza. Obiekty, z których pochodzi pył są zawarte w wąskiej na około 1000 km, jasnej, zewnętrznej części pierścienia głównego. Są wśród nich księżyce Metis i Adrastea, a być może również inne, nieznane do tej pory obiekty o znacznych rozmiarach. Obserwacje przeprowadzone przez Kosmiczny Teleskop Hubble’a oraz sondę Cassini pozwoliły wyznaczyć górną granicę ich wielkości na około 4 km. Pył powstały w czasie zderzeń początkowo posiada przybliżoną orbitę ciała z którego pochodzi, a następnie stopniowo opada spiralnie w kierunku Jowisza tworząc bladą (w świetle odbijanym wstecznie) wewnętrzną część pierścienia głównego oraz pierścień halo.
Wiek głównego pierścienia Jowisza jest nieznany, ale może on być ostatnią pozostałością niewielkich obiektów w pobliżu Jowisza istniejących w przeszłości.

## Pierścień halo

### Wygląd i struktura

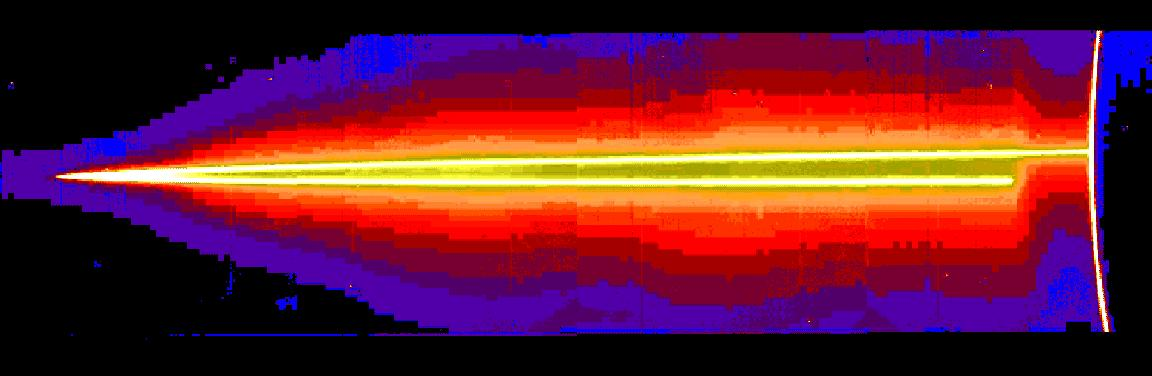
Obraz pierścienia halo wykonany przez sondę Galileo (kolory oznaczają jasność; żółty i biały – największa jasność) (Źródło: NASA/JPL-Caltech)

Pierścień halo jest najbardziej wewnętrznym i najgrubszym pierścieniem Jowisza. Jego zewnętrzna krawędź pokrywa się z wewnętrznym brzegiem pierścienia głównego w odległości ok. 122 500 km (1,72 RJ) od środka planety. Od tego miejsca pierścień staje się coraz grubszy w kierunku planety. Dokładna grubość pierścienia halo jest nieznana, ale należący do niego materiał wykryto w odległości nawet 10 000 km od płaszczyzny pierścienia. Wewnętrzna krawędź halo jest stosunkowo wyraźna i położona w odległości 10 000 km (1,4 RJ) od środka Jowisza, chociaż materiał pochodzący z pierścienia został zaobserwowany bardziej wewnątrz, w odległości około 92 000 km. Całkowita szerokość pierścienia wynosi zatem około 30 000 km. Pierścień halo swoim kształtem przypomina torusa, bez żadnej wyraźnej struktury wewnętrznej. W przeciwieństwie do pierścienia głównego, wygląd pierścienia halo nie zmienia się znacząco wraz ze zmianą światła i kąta pod którym jest oglądany.
Pierścień halo jest najjaśniejszy w świetle rozpraszanym do przodu, w którym został szczegółowo sfotografowany przez sondę Galileo. Podczas gdy jasność powierzchni pierścienia halo jest dużo mniejsza niż powierzchni pierścienia głównego, jego pionowy (prostopadły do płaszczyzny pierścienia) całkowity strumień światła jest porównywalny, dzięki dużo większej grubości. Mimo tego, że pionowy rozmiar pierścienia przekracza 20 000 km, jego jasność jest skoncentrowana w pobliżu płaszczyzny pierścienia i jest proporcjonalna do ~{\displaystyle z^{-0,6-1,5},} gdzie z jest odległością od płaszczyzny pierścienia. Pierścień halo wygląda niemal identycznie w świetle rozpraszanym wstecznie, w którym był obserwowany przez teleskopy Kecka i Kosmiczny Teleskop Hubble’a, ale jego całkowity strumień światła jest kilkakrotnie mniejszy niż pierścienia głównego i jest bardziej skoncentrowany w pobliżu płaszczyzny pierścienia.
Widmo pierścienia halo jest inne niż pierścienia głównego. Rozkład strumienia światła w zakresie 0,5–2,5 μm jest bardziej płaski niż w pierścieniu głównym. Halo nie jest czerwone i może nawet być niebieskie.

### Pochodzenie
Własności optyczne pierścienia halo są zgodne z założeniem, że zbudowany jest on wyłącznie z cząsteczek pyłu o rozmiarze poniżej 15 μm. Części pierścienia oddalone od jego płaszczyzny mogą zawierać pył o rozmiarach poniżej mikrometra. To założenie wyjaśnia silne rozpraszanie światła do przodu oraz bardziej koloru niebieskiego niż czerwonego, jak i brak widocznych struktur w pierścieniu. Pył prawdopodobnie pochodzi z pierścienia głównego, co potwierdza fakt, że głębokość optyczna halo wynosząca ~10−6 jest porównywalna z głębokością optyczną pierścienia głównego. Dużą grubość pierścienia halo można wyjaśnić pobudzaniem cząsteczek przez siły elektromagnetyczne z magnetosfery Jowisza. Zewnętrzna granica pierścienia halo pokrywa się z położeniem silnego rezonansu Lorentza 3:2. Rezonans Lorentza to rezonans pomiędzy ruchem orbitalnym cząsteczek pierścienia a rotacją magnetosfery planety, gdy stosunek okresów tych zjawisk jest liczbą wymierną. Podczas gdy efekt Poyntinga-Robertsona stopniowo unosi cząsteczki w kierunku Jowisza, inklinacja ich orbit może zostać zwiększona w regionie rezonansu. Chmura materiału otaczająca wewnętrzną część pierścienia głównego może być początkiem pierścienia halo. Wewnętrzna krawędź pierścienia halo leży w pobliżu rezonansu Lorentza 2:1. W tym przypadku zaburzenia związane z rezonansem są prawdopodobnie dużo silniejsze i powodują, że cząsteczki pyłu gwałtownie wpadają w atmosferę Jowisza. Z tego powodu wewnętrzna krawędź pierścienia halo jest bardzo wyraźna.
Ponieważ pierścień halo pochodzi z pierścienia głównego, oba pierścienie mają taki sam wiek.

## Pierścienie ażurowe

### Pierścień ażurowy Amaltei

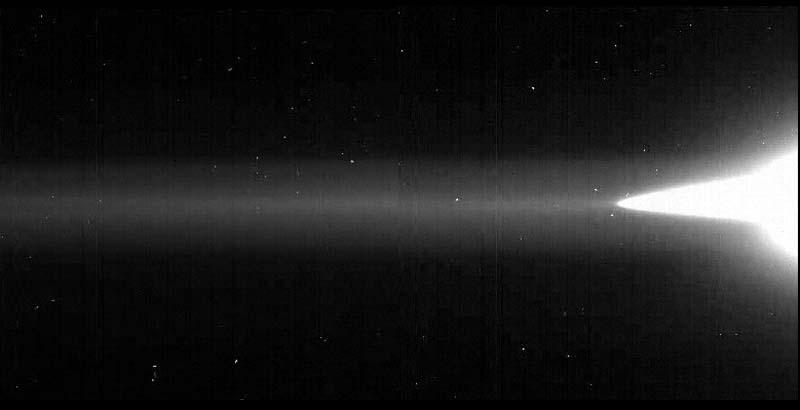
Zdjęcie pierścieni ażurowych w świetle rozpraszanym do przodu wykonane przez sondę Galileo. Z prawej strony widoczne jest halo i pierścień główny. (Źródło: NASA/JPL-Caltech)

Pierścień ażurowy Amaltei jest bardzo bladą strukturą o prostokątnym przekroju, rozciągającą się od orbity Amaltei na 182 000 km (2,54 RJ) do około 129 000 km (1,80 RJ). Jego wewnętrzna krawędź nie jest ściśle określona ze względu na obecność dużo jaśniejszego pierścienia głównego i halo. Grubość pierścienia wynosi około 2300 km w pobliżu orbity Amaltei i wolno maleje w kierunku Jowisza. Zewnętrzna granica pierścienia jest dość dobrze określona, szczególnie jego górna krawędź. W świetle rozpraszanym do przodu pierścień jest około 30 razy bledszy od pierścienia głównego. W świetle rozpraszanym wstecznie został wykryty tylko przez teleskopy Kecka i kamerę ACS (Advanced Camera for Surveys) na Kosmicznym Teleskopie Hubble’a. Zdjęcia w świetle rozpraszanym wstecznie ujawniają dodatkową strukturę pierścienia poprzez jego zwiększoną jasność na początku wewnętrznej strony orbity Amaltei.
Wykrycie pierścienia ażurowego Amaltei przez teleskopy naziemne i zdjęcia wykonane przez sondę Galileo pozwoliły wyznaczyć rozkład wielkości jego cząsteczek, który, podobnie jak w pierścieniu głównym, ma rozkład potęgowy z parametrem q=2±0,5. Głębokość optyczna pierścienia jest o rząd wielkości mniejsza niż w pierścieniu głównym i wynosi około 10−7, ale całkowita masa pyłu w obu pierścieniach jest porównywalna i wynosi 107–109 kg.

### Pierścień ażurowy Tebe
Pierścień ażurowy Tebe jest najbledszym pierścieniem Jowisza. Posiada prostokątny przekrój i rozciąga się od orbity Tebe na 226 000 km (3,11 RJ) do około 129 000 km (1,80 RJ). Jego wewnętrzna granica nie jest ściśle określona ze względu na istnienie dużo jaśniejszego pierścienia głównego i halo. Zewnętrzna krawędź pierścienia również nie jest bardzo wyraźna i rozciąga się na przestrzeni ponad 15 000 km. Grubość pierścienia wynosi około 8400 km w pobliżu orbity Tebe i nieznacznie maleje w kierunku Jowisza. Pierścień ażurowy Tebe jest najjaśniejszy przy swojej górnej i dolnej krawędzi i staje się jaśniejszy w kierunku planety. Istnieje ledwo widoczne przedłużenie pierścienia poza orbitę Tebe sięgające do 260 000 km (3,50 RJ) i nazywane Przedłużeniem Tebe. W świetle rozpraszanym do przodu pierścień jest trzykrotnie bledszy niż pierścień ażurowy Amaltei. W świetle rozpraszanym wstecznie został zaobserwowany wyłącznie przez teleskop Kecka. Zdjęcia w świetle rozpraszanym wstecznie pokazują wzrost jasności pierścienia na początku wewnętrznej strony orbity Tebe.
Głębokość optyczna pierścienia ażurowego Tebe jest trzykrotnie mniejsza niż pierścienia ażurowego Amaltei i wynosi około 3×10−8, mimo że całkowita masa pyłu w obu pierścieniach jest w przybliżeniu jednakowa i wynosi ok. 107–109 kg. W latach 2002–2003 przez pierścień ażurowy Tebe przeleciała sonda Galileo umożliwiając bezpośrednie jego zbadanie. Pomiary potwierdziły, że pierścienie ażurowe składają się z cząsteczek pyłu o rozmiarach 0,2–3 μm.

### Pochodzenie

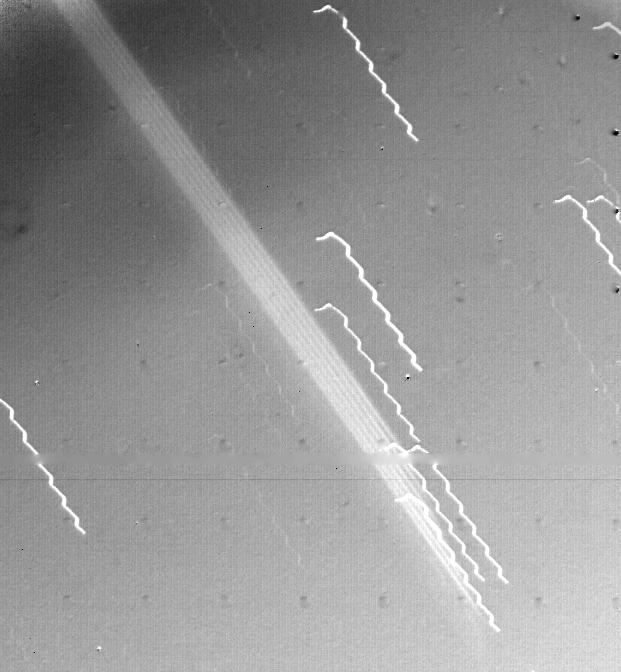
Wykonane 4 marca 1979 zdjęcie, na którym odkryto pierścień Jowisza

Pochodzenie pyłu w pierścieniach ażurowych jest zasadniczo takie samo jak w pierścieniach głównym i halo. Jego źródłem są wewnętrzne księżyce Jowisza Amaltea i Tebe. Wysokoenergetyczne uderzenia przez obiekty spoza systemu Jowisza wzbijają pył z powierzchni księżyców. Początkowo cząsteczki zachowują identyczną orbitę jak księżyce z których pochodzą, lecz później ich orbity stopniowo się zacieśniają na skutek efektu Poyntinga-Robertsona. Grubość pierścieni ażurowych jest wyznaczona przez pionowy ruch księżyców wynikający z niezerowej inklinacji ich orbit. Ta hipoteza pozwala wyjaśnić niemal wszystkie obserwowalne właściwości pierścieni: ich prostokątny przekrój, spadek grubości w kierunku Jowisza oraz większą jasność dolnej i górnej krawędzi pierścieni. Jednak kilka ich własności pozostaje niewyjaśnionych. Należą do nich struktura widoczna w świetle rozproszanym wstecznie czy Przedłużenie Tebe, którego źródłem mogą być nieodkryte jeszcze obiekty poza orbitą tego księżyca.

## Eksploracja pierścieni
Istnienie pierścieni Jowisza zostało wywnioskowane z obserwacji pasów radiacyjnych planety przez sondę kosmiczną Pioneer 11 w 1975 roku. W 1979 roku sonda Voyager 1 wykonała pierwsze prześwietlone zdjęcie systemu pierścieni. Dalsze obrazowanie przeprowadzone w tym samym roku przez sondę Voyager 2 pozwoliło na ustalenie przybliżonej struktury pierścieni. Wysokiej jakości zdjęcia uzyskane w czasie misji sondy Galileo w latach 1995–2003 pozwoliły znacznie poszerzyć wiedzę na temat pierścieni Jowisza. Obserwacje pierścieni prowadzone przy użyciu naziemnych teleskopów Kecka w latach 1997–2002 oraz Kosmicznego Teleskopu Hubble’a w 1999 roku ujawniły bogatą strukturę pierścieni widoczną w świetle rozpraszanym do tyłu. Zdjęcia przekazane przez sondę New Horizons w lutym i marcu 2007 pozwoliły po raz pierwszy zaobserwować delikatną strukturę głównego pierścienia. W roku 2000 sonda Cassini w drodze do Saturna również przeprowadziła szczegółowe obserwacje pierścieni Jowisza. Przyszłe misje do systemu Jowisza pozwolą na uzyskanie dalszych informacji o jego pierścieniach.